# Toyota Classic 1977
Il Toyota Classic 1977 è stato un torneo di tennis giocato sul sintetico indoor. È stata la 2ª edizione del torneo, che fa parte del WTA Tour 1977. Si è giocato ad Atlanta negli USA dal 3 al 9 ottobre 1977.

## Campionesse

### Singolare
Chris Evert ha battuto in finale  Dianne Fromholtz con il punteggio di 6–3, 6–2

### Doppio
Martina Navrátilová /  Betty Stöve hanno battuto in finale  Brigette Cuypers /  Marise Kruger con il punteggio di 6–4, 6–2